# Alexander Hägg
Erik Alexander Hägg, född 24 april 2000 i Norrala församling i Gävleborgs län, är en svensk moderat politiker.

## Biografi
Hägg är sedan 1 april 2020 regionråd i Region Gävleborg. Hägg var mellan den 1 januari 2019 och 31 december 2022 andre vice ordförande och gruppledare för oppositionen i Region Gävleborgs hållbarhetsnämnd. Sedan den 1 januari 2023 är han ordförande i nämnden.
Hägg, som är uppvuxen i Söderhamn, har gått treårig ekonomisk linje på Staffangymnasiet i Söderhamn. Han blev politiskt aktiv vid 14 års ålder då han gick med i Moderata Ungdomsförbundet, där han suttit på ett antal styrelseuppdrag. Bland annat som ordförande för MUF i Söderhamn och som vice distriktsordförande för MUF i Gävleborgs län, en position han kom att avgå ifrån efter en intern konflikt  våren 2018. 
Alexander Hägg var mellan 2021 och 2023 ordförande för Moderaterna i Söderhamn.
Efter valet 2018 invaldes Hägg i både Söderhamns kommunfullmäktige (personvald) och Gävleborgs regionfullmäktige.  Hägg är dotterson till Staffan Söderlund, tidigare president för Internationella Bandyförbundet och hedersordförande i Svenska Bandyförbundet.